# L'Univers de Jacques Demy
Pour plus de détails, voir Fiche technique et Distribution.
L'Univers de Jacques Demy est un documentaire français réalisé par Agnès Varda, sorti en 1995.

## Fiche technique
- Photographie : Stéphane Krausz et Georges Strouvé
- Montage : Marie-Jo Audiard
- Musique : Michel Legrand et Michel Colombier
- Société de production : Ciné-Tamaris
- Langue : français